# Zespół historycznego centrum Wrocławia
Zespół historycznego centrum Wrocławia – obszar Wrocławia, obejmujący Ostrów Tumski, Stare Miasto, Nowe Miasto i wyspy odrzańskie w tych rejonach.
Granice obszaru wyznaczają Most Uniwersytecki, ul. Bolesława Drobnera, pl. gen. Józefa Bema, ul. Henryka Sienkiewicza, ul. kard. Stefana Wyszyńskiego, Most Pokoju, al. Juliusza Słowackiego, ul. Zygmunta Krasińskiego, ul. gen. Romualda Traugutta, ul. Podwale i południowy brzeg Dolnej Odry do Mostu Uniwersyteckiego.
Obszar uznany za pomnik historii zarządzeniem Prezydenta RP z 8 września 1994 roku (M.P. z 1994 r. nr 50, poz. 425).

## Galeria

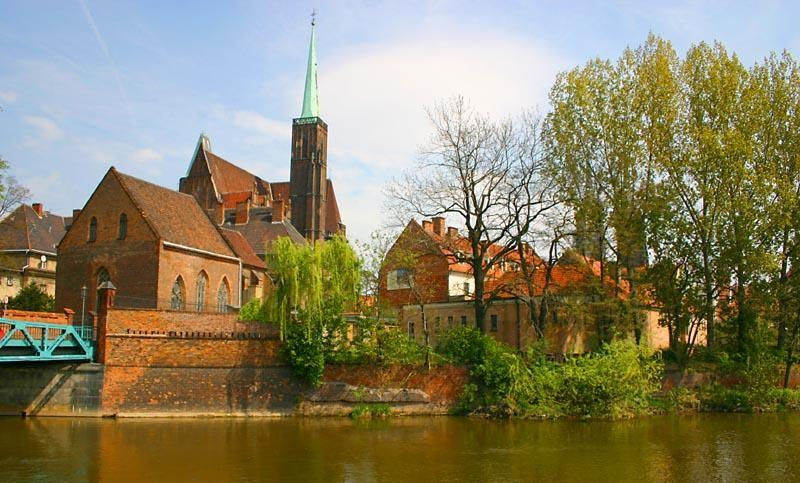
Ostrów Tumski
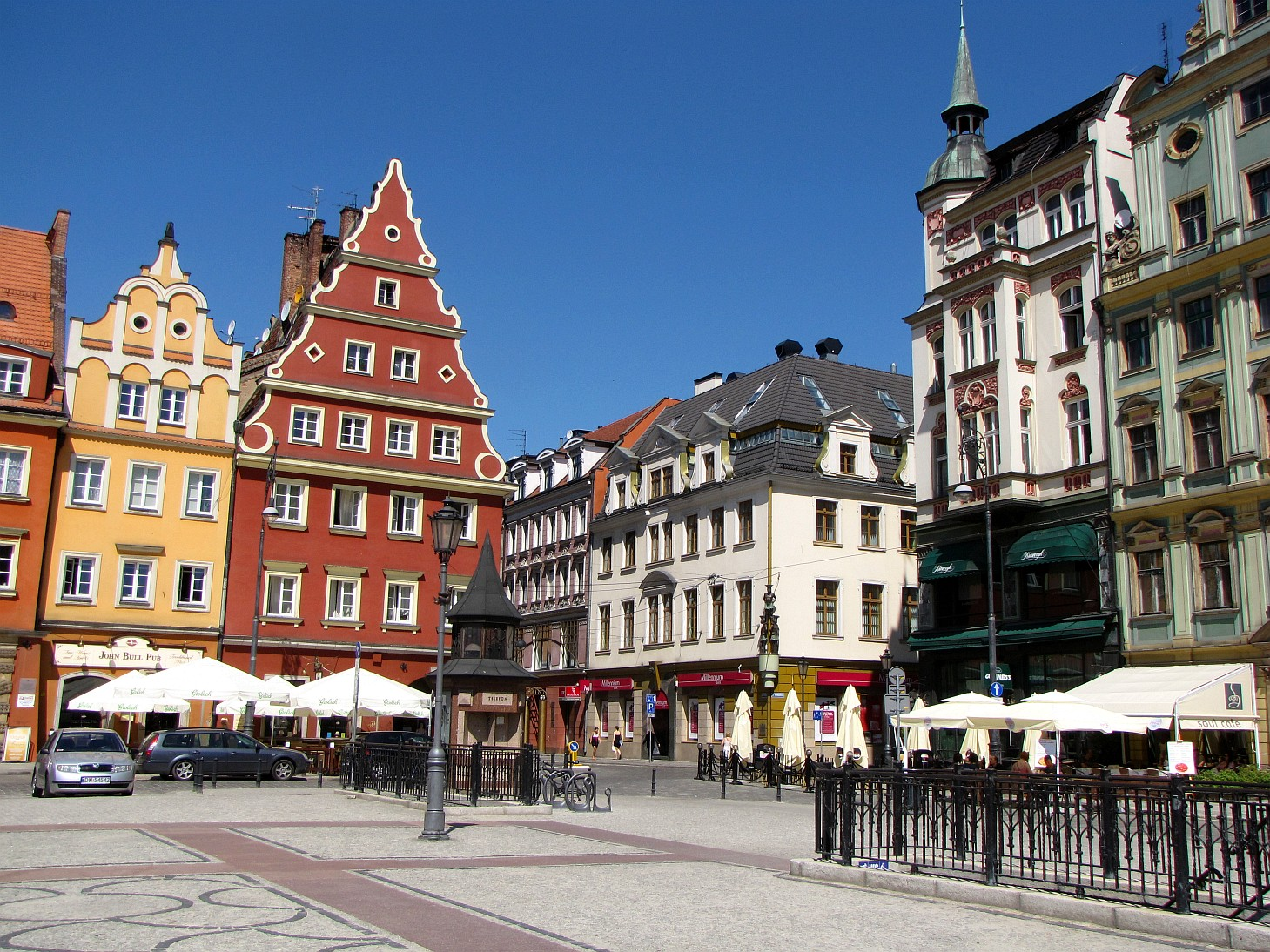
Stare Miasto we Wrocławiu
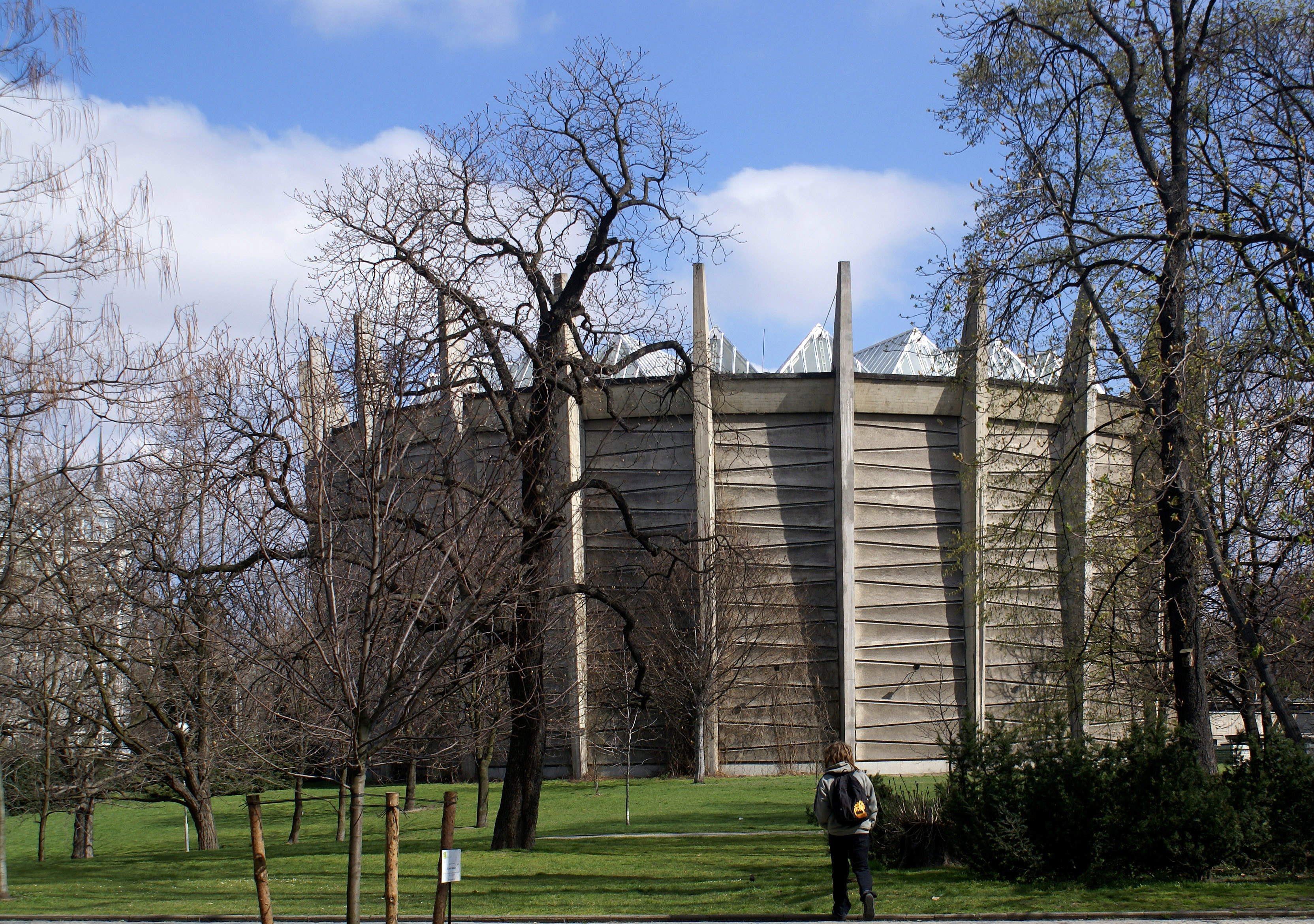
Wrocławskie Nowe Miasto
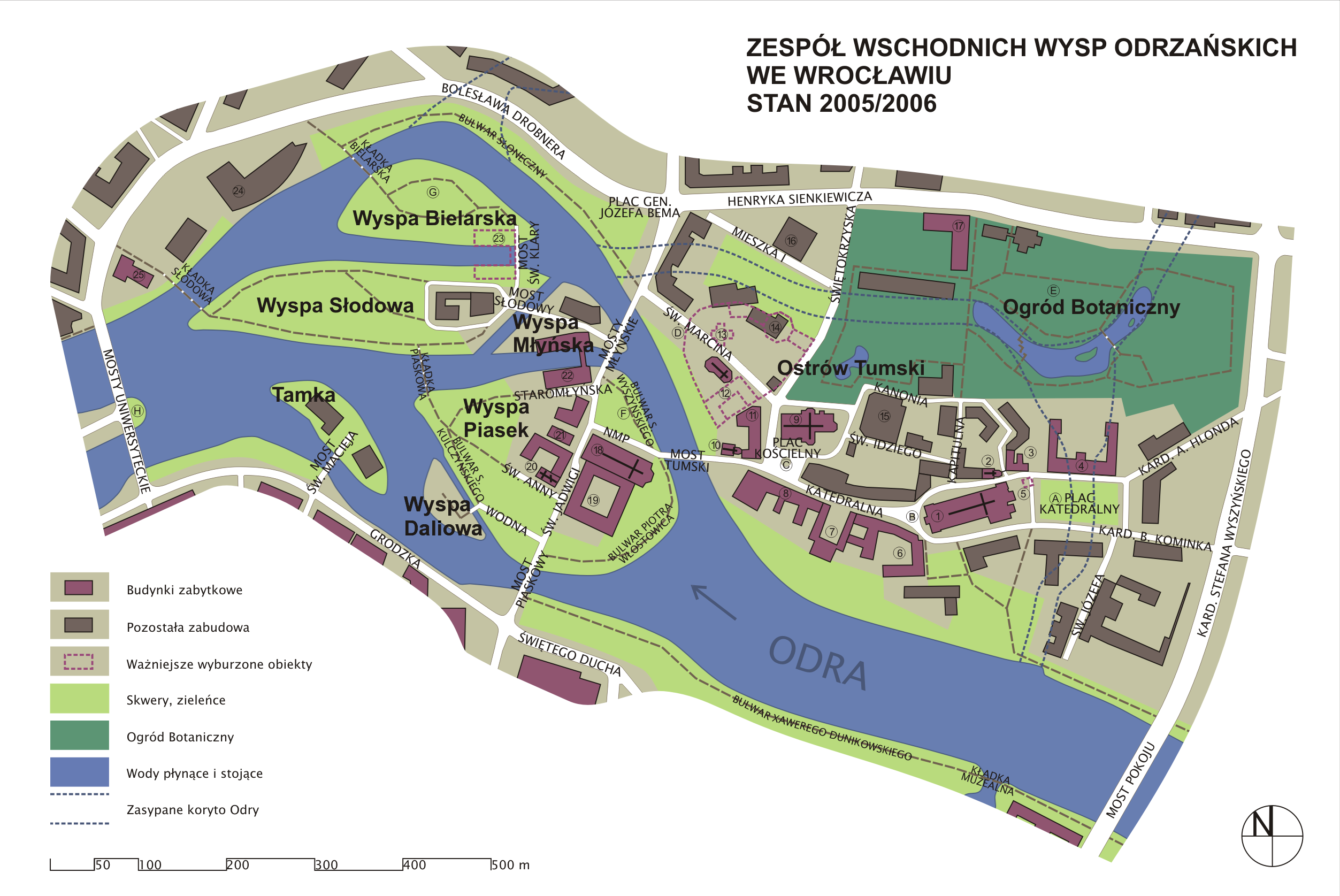
Zespół wschodnich wysp odrzańskich